# Dolenje Medvedje Selo
Dolenje Medvedje Selo – wieś w Słowenii, w gminie Trebnje. W 2018 roku liczyła 47 mieszkańców.